# Заполье (Борское сельское поселение)
Заполье — деревня в Борском сельском поселении Бокситогорского района Ленинградской области.

## История
БОЛЬШОЕ ЗАПОЛЬЕ — деревня Запольского общества, прихода погоста Мозолева.

Крестьянских дворов — 25. Строений — 74, в том числе жилых — 36. 

Число жителей по семейным спискам 1879 г.: 62 м. п., 75 ж. п.; по приходским сведениям 1879 г.: 60 м. п., 78 ж. п.

МАЛОЕ ЗАПОЛЬЕ — деревня Запольского общества, прихода погоста Мозолева.

Крестьянских дворов — 6. Строений — 21, в том числе жилых — 10. 

Число жителей по семейным спискам 1879 г.: 4 м. п., 6 ж. п.; по приходским сведениям 1879 г.: 4 м. п., 5 ж. п.

В конце XIX — начале XX века деревня административно относилась к Большегорской волости 3-го земского участка 1-го стана Тихвинского уезда Новгородской губернии.

ЗАПОЛЬЕ — деревня Запольского общества, дворов — 26, жилых домов — 43, число жителей: 80 м. п., 74 ж. п.
 
Занятия жителей — земледелие, лесные промыслы. Речка Ленинка. Часовня. (1910 год)

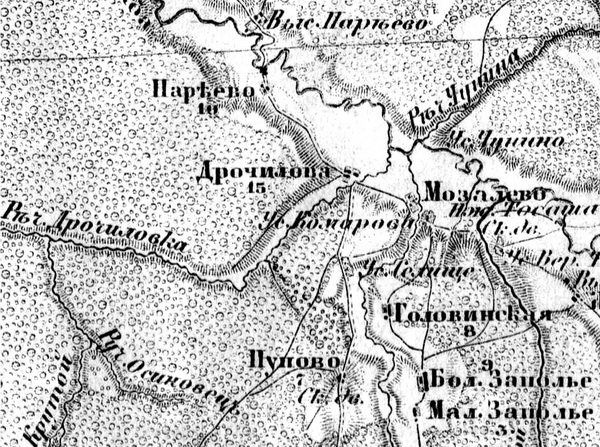
Деревня Заполье на карте 1913 года

Согласно карте Новгородской губернии 1913 года, деревня Большое Заполье состояла из 9 крестьянских дворов, Малое Заполье — из 3.
По данным 1933 года деревни Большое и Малое Заполье входили в состав Мозолевского сельсовета Дрегельского района Ленинградской области.
По данным 1966, 1973 и 1990 годов деревня  Заполье входила в состав Мозолёвского сельсовета.
В 1997 году в деревне Заполье Мозолёвской волости проживали 12 человек, в 2002 году — 17 человек (все русские).
В 2007 году в деревне Заполье Борского СП проживали 6 человек, в 2010 году — 16.

## География
Деревня расположена в юго-западной части района к югу от автодороги 41К-034 (Пикалёво — Струги — Колбеки).
Расстояние до административного центра поселения — 27 км.
Деревня находится на правом берегу реки Лининка.

## Демография
| 1997 | 2002 | 2007 | 2010 | 2013 | 2014 | 2017 |
| ---- | ---- | ---- | ---- | ---- | ---- | ---- |
| 12   | ↗17  | ↘6   | ↗16  | ↘12  | ↗13  | ↘11  |

## Инфраструктура
На 2017 год в деревне было зарегистрировано 4 домохозяйства.